# Coromandel
Coromandel là một đô thị thuộc bang Minas Gerais, Brasil. Đô thị này có diện tích 3296,267 km², dân số năm 2007 là 27392 người, mật độ 8,9 người/km².